# Jari Kesti
Jari Kesti (né le 3 février 1971 à Forssa en Finlande) est un joueur professionnel finlandais de hockey sur glace qui évoluait au poste de centre.

## Biographie
Il rejoint les Stavanger Oilers à leur création en 2001. L'équipe joue sa première saison en 2001-2002 dans le championnat de division 2, le troisième niveau de Norvège. Après les 24 rencontres de la saison régulière, la nouvelle équipe norvégienne finit à la première place du classement et remportant l'intégralité des rencontres en inscrivant 435 buts contre seulement 48 buts accordés. Kesti compte au cours de cette saison 116 buts et 110 assistances en 21 rencontres. Les Oilers continuent sur leur lancée pour la saison 2002-2003 en division 1 en finissant à la première place du championnat puis de la poule de promotion,. Avec 150 points, 69 buts et 81 passes décisives, Kesti est encore une fois le meilleur pointeur de son équipe et de l'ensemble de la ligue.
Le premier match des Oilers en Elitserien a lieu le 21 septembre 2003 contre l'équipe de Lillehammer et les promus s'imposent 5-1. À la fin de la saison régulière, les Oilers se classent à la sixième place du classement avec 19 victoires, 18 défaites, 1 victoire en prolongation et 4 défaites en prolongation. Kesti marque une nouvelle fois les esprits en 2003-2004 en inscrivant 26 buts et 37 aides pour 63 points, le plus grand nombre de points et de passes décisives de la saison régulière de l'élite.
Le 7 septembre 2006, le club décide de mettre en avant la carrière de Kesti et de Tomi Suoniemi en faisant que leur numéro, respectivement le 7 et le 27, ne puisse plus jamais être utilisé par un joueur.